# Mariner 9
Mariner 9 (Mariner Mars '71 / Mariner-I) byla americká planetární sonda určená pro průzkum planety Mars v rámci programu Mariner. Když vstoupila na oběžnou dráhu okolo Marsu, stala se prvním lidským výrobkem na orbitě jiné planety. V katalogu COSPAR byla označena 1973-085A.

## Průběh letu

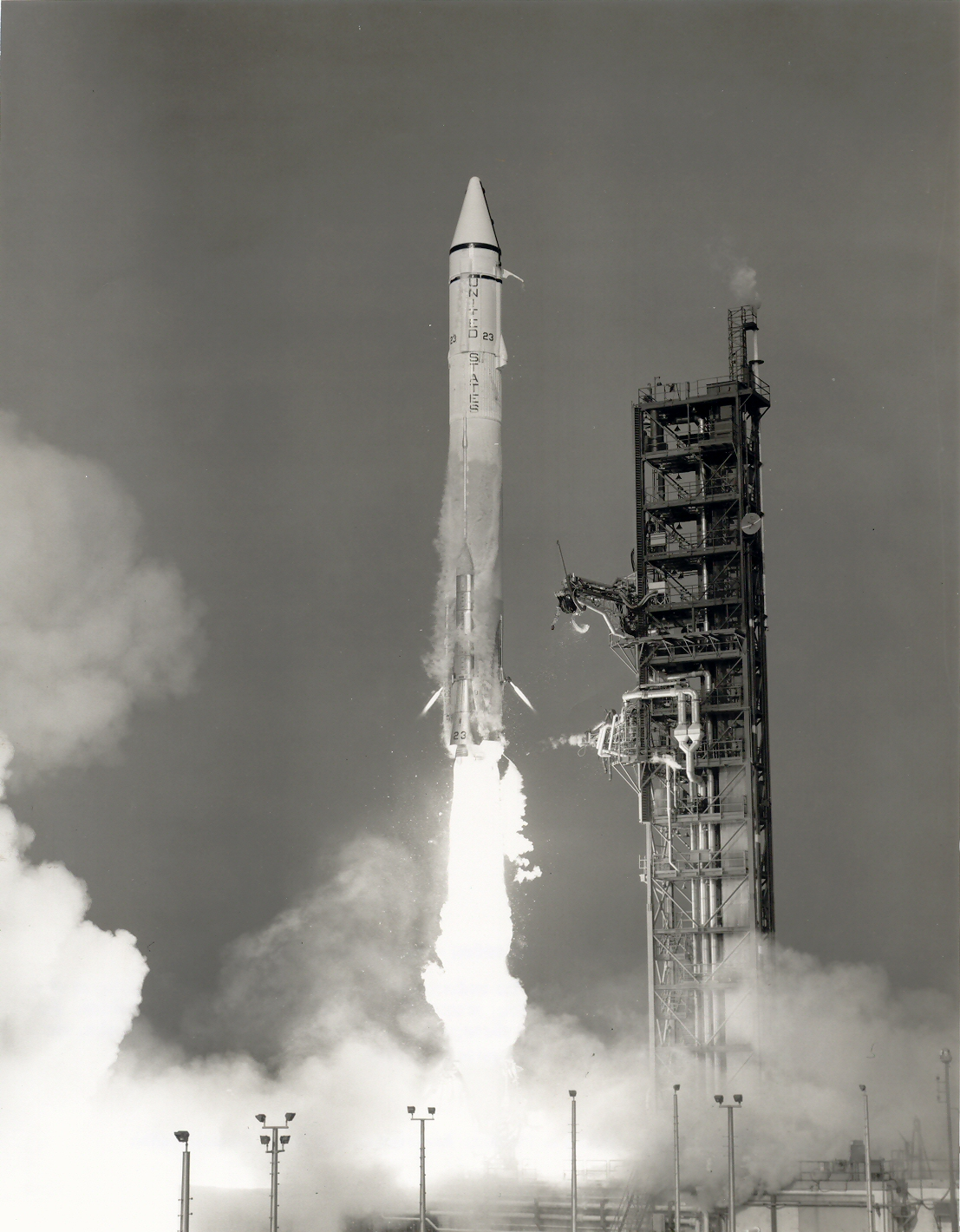
Start rakety Atlas Centaur se sondou Mariner 9

Sonda byla vyslána k planetě 30. května 1971 z Cape Caneveral a k Marsu dorazila 14. listopadu téhož roku. Po brzdícím manévru a navedení na oběžnou dráhu se stala první lidskou sondou, který se nacházela na orbitě jiné planety, jen těsně před tím, než se u Marsu objevily sovětské sondy Mars 2 a Mars 3. Po měsících, kdy zuřila v atmosféře Marsu prachová bouře, zaslala sonda překvapivě jasné fotografie povrchu, které sloužily pro pozdější plánování výzkumných misí.
Sonda prováděla pozorování planety během 698 oběhů, během kterých se jí podařilo pořídit 7 329 snímků a zmapovat okolo 80 % povrchu (jiné zdroje uvádějí 100 %). Sonda přestala pracovat 27. října 1972, kdy došel plyn pro orientační trysky a bylo rozhodnuto o jejím vypnutí.
Mariner 9 zůstal na oběžné dráze, kde bude kroužit kolem Marsu asi do roku 2022, kdy se dostane do hustších vrstev Marsovské atmosféry. Vlivem zvyšujícího se tření se pak rozpadne a jednotlivé části shoří nebo dopadnou na povrch planety.
Náklady na misi dosáhly 137 miliónů amerických dolarů z celkových 554 miliónů dolarů, které byly použity na program Mariner od sond Mariner 1 až po Mariner 10.

## Úkoly
Mariner 9 byl navržen, aby pokračoval ve výzkumu atmosféry Marsu, ve kterém započaly sondy Mariner 6 a 7 a současně aby doplňoval výzkum plánované sondy Mariner 8. Dalším úkolem (po neúspěšném startu Mariner 8) bylo mapování až 80% Marsovského povrchu z nižší oběžné dráhy (ve výšce okolo 1500 kilometrů) s nejvyšším možným rozlišením (od 1 kilometru na pixel až po detailní snímky o rozlišení 100 metrů na pixel). Sonda byla současně vybavena i infračerveným radiometrem, který byl schopen detekovat tepelné zdroje a případný probíhající vulkanismus na povrchu. Plán mise počítal i s výzkumem dvou měsíců Marsu.

## Popis sondy

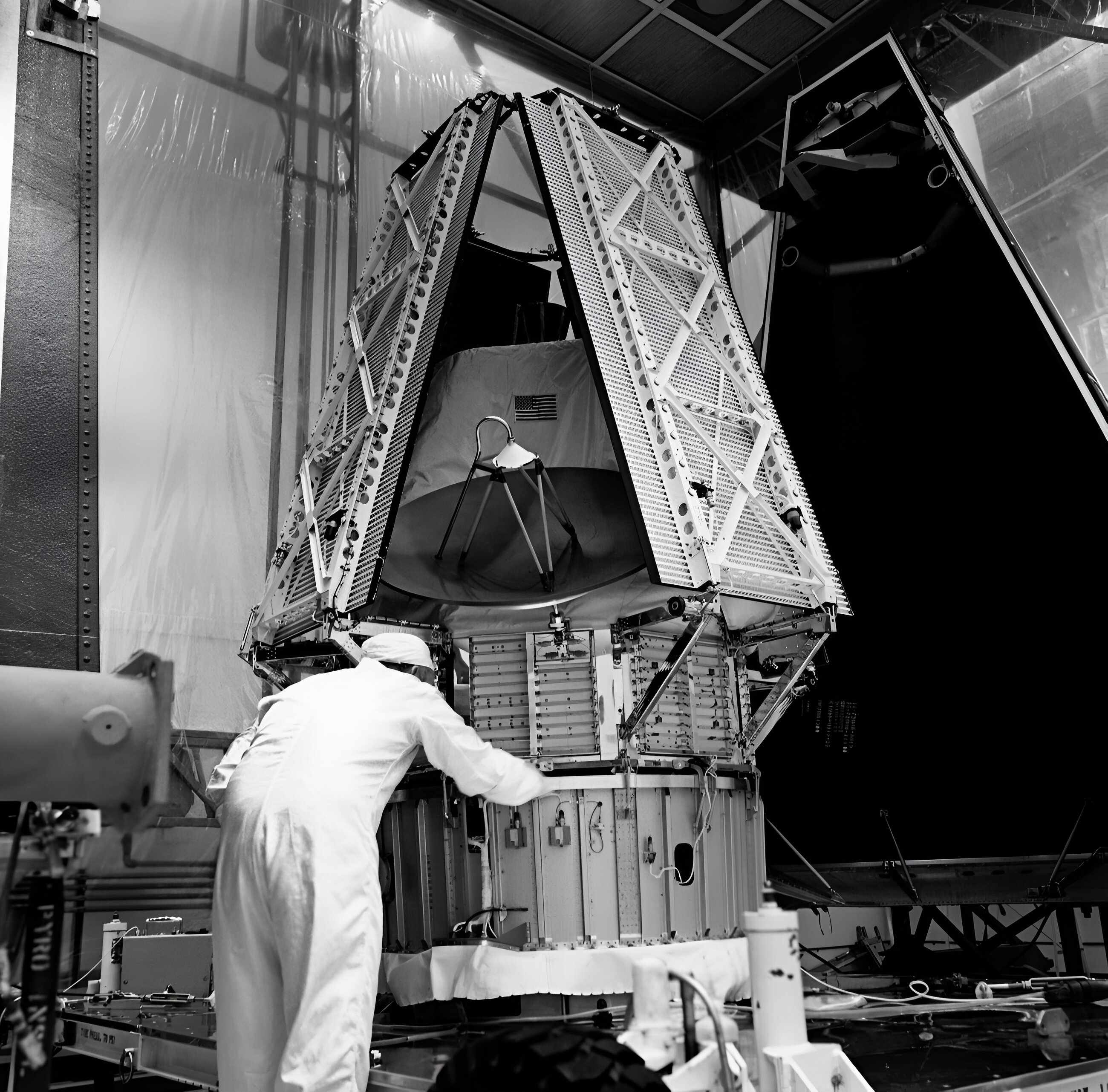
Finální kontrola sondy a příprava na naložení do nosiče

Mariner 9 byla první sonda obíhající kolem jiné planety. Byla založena na konstrukci sond Mariner 6 a 7, oproti těmto sondám byla ale hmotnější díky většímu řídícímu systému sondy, což v důsledku vedlo k tomu, že sonda Mariner 9 byla těžší než Mariner 6 a 7 dohromady.

### Přístroje na palubě
- ultrafialový spektrometr (UVS)
- infračervený spektrometr (IRIS)
- infračervený radiometr (IRR)
- širokoúhlá kamera (ohnisková vzdálenost 50 mm s maximálním rozlišením 420 metrů) vybavená 9 barevnými filtry
- teleskopická kamera (ohnisková vzdálenost 508 mm s maximálním rozlišením 42 metrů), vybavená žlutým filtrem

### Stavba sondy
Mariner 9 byla sonda osmiúhelníkového průřezu o průměru 1,384 metrů a výšce 0,457 metru tvořená z hořčíku, hliníku a laminátu. O dodávku elektrické energie se staraly čtyři solární panely o rozměrech 2,15 × 0,90 metru umístěné v horní části těla sondy na sklápěcích ramenech, které zajišťovaly dostatek energie pro chod komunikačních, řídících a povelových systémů. Celková plocha panelů po rozložení dosáhla 7,7 m2, jež produkovaly 800 W u Země a 500 W u Marsu. Energie byla ukládána do NiCd baterií.
Mezi složenými solárními panely se nacházela i nízkozisková a vysokozisková parabolická anténa určená pro komunikaci s řídícím střediskem mise, jež byly umístěny na 1,44 metru dlouhém stožáru. Vyjma antén se zde nacházely i dvě nádrže na palivo. Spodní část sondy byla vyhrazena pro vědecké zařízení, které na palubě tvořilo 63,1 kilogramu nákladu.
O stabilizaci sondy se staraly 2 sady 6 motorků na stlačený dusík umístěných na koncích slunečních panelů, sledovač Slunce a hvězdy Canopous, setrvačník, akcelerometr a inerciální jednotka. Hlavní motor určený pro korekce dráhy a navedení sondy na oběžnou dráhu Marsu byl raketový motor o tahu 1340 N s pětinásobným restartem. Motor spaloval směs oxidu dusičitého a monometylhydrazinu. Celková výška sondy byla 2,28 metru se startovní váhou 997,9 kg, ze kterých bylo 439,1 kg postupně spotřebováno. 
Řízení sondy bylo realizováno pomocí centrálního počítače a řadiče, který měl zabudovanou paměť na 512 slov (1 slovo = 2 bajty = 16 bitů). Příkazový systém byl naprogramován pomocí 86 přímých, 4 násobných a 5 řídících příkazů. Data byla uložena v kotoučovém magnetofonu. 168 metrů dlouhá 8stopá páska mohla uchovat až 180 milionů bitů nahraných rychlostí 132 kbit/s. Přehrávání bylo možné rychlostí 16, 8, 4, 2 a 1 kbit/s s využitím dvou stop současně. Telekomunikační spojení bylo realizováno pomocí dvou 10 a 20 W vysílačů v pásmu S. Jediný přijímač přijímal signály z vysokoziskové parabolické antény, středněziskové trychtýřové antény a pomocí všesměrové antény s nízkým ziskem.

## Mise

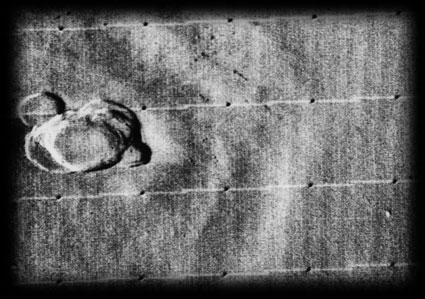
Vrchol sopky Ascraeus Mons vyrůstající nad celoplanetární prachovou bouři

Mise Mariner v roce 1971 byla původně koncipována tak, že bude uskutečněna dvojicí sond Mariner 8 a 9. Každá sonda se měla zaměřit na jiný aspekt mise, kdy Mariner 8 měl mapovat až 70% povrchu planety a Mariner 9 se měla věnovat výzkumu přechodných změn v atmosféře a na povrchu planety. Sonda Mariner 8 havarovala během startu po selhání nosné rakety a tak bylo nutné sloučit program obou sond do jediné sondy, což mělo za následek omezení výzkumu polárních oblastí a redukci pozorování probíhajících změn povrchu na menší oblasti.
Start nosné rakety proběhl 30. května 1971 v 22:23:00 UTC úspěšně, následně o 13 minut později došlo k oddělení nosné rakety od sondy, o 4 minuty později se rozvinuly solární panely. Krátce poté, co se sonda dostala ze stínu Země, nalezlo orientační čidlo Slunce a 31. května ve 02:26 došlo k orientaci sondy směrem na Canopus (spolu se Sluncem jeden ze dvou orientačních bodů sondy). Během letu se 5. června uskutečnila korekce dráhy. 14. listopadu se sonda přiblížila k Marsu po překonaných 398 milionech kilometrů a započal brzdný manévr za pomoci hlavního raketového motoru, které trval 15 minut a 23 sekund. Brzdění proběhlo v pořádku a sonda se dostala na orbitální dráhu Marsu po 167 dnech letu kosmickým prostorem s nejbližším přiblížení k planetě na 1398 km a oběžnou dobou 12 hodin a 34 minut. O dva dny později byl proveden další korekční manévr trvající 6 sekund pro upravení oběžné dráhy na dráhu s oběžnou dobou těsně pod 12 hodin a přiblížením 1387 km. Závěrečná korekce byla provedena 30. prosince, kdy se již sonda dostala na konečnou oběžnou dráhu umožňující vysílat data na pozemský radioteleskop v Goldstone s oběžnou dobou 11 hodin 59 minut a 28 sekund a přiblížením 1650 km.
Mariner 9 obíhal po 349 dní na orbitě Marsu 2 krát denně planetu s 12 hodinovou periodou během níž ho podrobně mapoval. Plánovaná životnost sondy byla 9 měsíců, které sonda ale překonala o téměř 30 %.
Při příletu sondy k planetě byl povrch Marsu zcela zahalen globální prachovou bouří, která zuřila v celé atmosféře. Bouře vypukla v oblasti Noachis 22. září, rozšířila se do celé atmosféry a brzy se stala největší pozorovanou bouří na povrchu Marsu všech dob. Množství prachu v atmosféře bylo příliš velké, než aby zaslané fotografie ukázaly něco z povrchu vyjma vrcholku nejvyšších sopek v oblasti Tharsis a tak byl z řídícího střediska vyslán příkaz, aby sonda vydržela z pořizováním mozaikových snímků ve vysokém rozlišení na dobu, kdy se atmosféra pročistí.
V listopadu a prosinci začala bouře pomalu slábnout a na začátku roku 1972 skutečně ustala, což umožnilo sondě začít mapovat povrch a posílat na Zemi snímky povrchových útvarů.
Na získaných snímcích se objevil členitý terén, jež nebylo možno ze Země pozorovat dalekohledy, složený z množství kráterů (včetně obrovské impaktní oblasti Hellas Planitia), obrovských sopek (včetně největší známé hory sluneční soustavy Olympus Mons), kaňonů (včetně Valles Marineris – systém kaňonů táhnoucí se přes 4 000 kilometrů), útvarů vzniklých větrnou a vodní erozí či říčních koryt. V atmosféře objevila sonda důkazy o existenci proměnlivého počasí, postupu front, mlhu a další jevy.
Během oběhů kolem planety byly zkoumány i měsíce Phobos a Deimos, díky čemuž byly získány první kvalitní fotografie jejich povrchu.
Koncem října 1972 byla sonda vypnuta, protože se vyčerpala zásoba dusíku v orientačním a stabilizačním systému.

## Výsledky mise

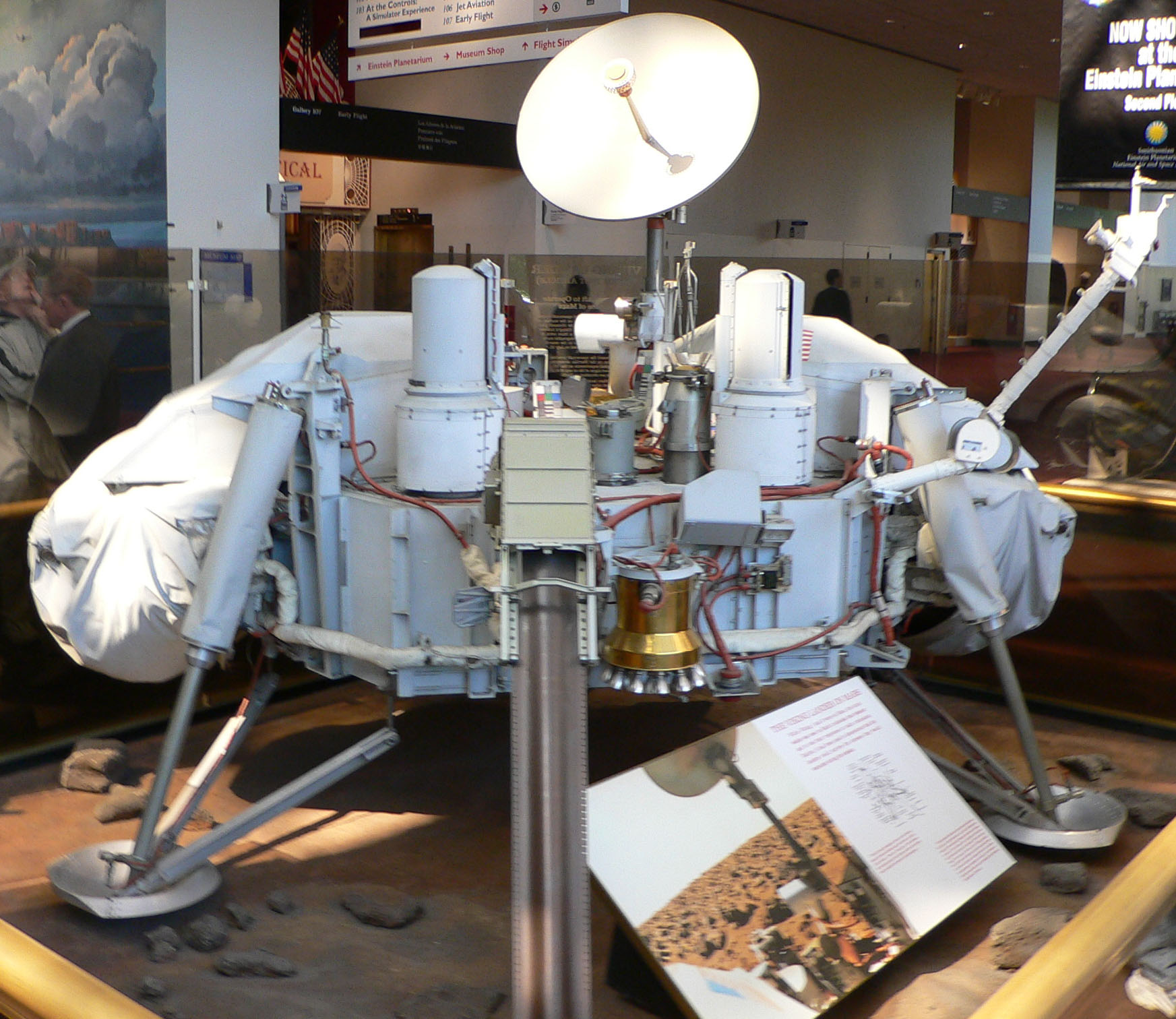
Přistávací modul sondy Viking, který využíval znalosti povrchu díky sondě Mariner 9

Sonda pravidelně během oběhů měřila základní parametry atmosféry (teplotu, tlak, chemické složení či hustotu), což později umožnilo analyzovat základní chování atmosféry a vytvořit její první matematický model.
Ze zaslaných snímků bylo konečně zcela jasné, jak povrch Marsu vypadá a že se jedná o mrtvou a suchou planetu, na které se nenachází velké oceány kapalné vody. Podrobné zmapování povrchu umožnilo využít tyto znalosti při dalších misích a pro výběr vhodných přistávacích míst u navazujícího programu Viking.
Mise Mariner 9 získala celkem 54 miliard bitů vědeckých informací včetně 7329 fotografií pokrývající většinu povrchu planety. Tyto získané fotografie umožnily vytvořit první celoplanetární fotografickou mapu planety.